# Rozalija Galieva
Rozalija Ilfatovna Galieva (in russo Розалия Ильфатовна Галиева?; Olmaliq, 26 aprile 1977) è un'ex ginnasta uzbeka naturalizzata russa, fino al 1991 sovietica.

## Palmarès

### Olimpiadi
- 2 medaglie:
  - 1 oro (Barcellona 1992 nel concorso a squadre[1])
  - 1 argento (Atlanta 1996 nel concorso a squadre[2])

### Mondiali
- 1 medaglia:
  - 1 oro (Indianapolis 1991 nel concorso a squadre[3])

### Europei
- 2 medaglie:
  - 1 oro (Birmingham 1996 nella trave di equilibrio[2])
  - 1 argento (Birmingham 1996 nel concorso a squadre[2])